# Llista de ceramistes dels Països Catalans
Ceramista és aquell artista especialitzat en ceràmica, que fa ceràmica, a partir del fang,un material sòlid inorgànic
que barrejat amgigua i a la intervenció d'una quantitade cdcalorces transforma en formes amb resultats artístics i/o utilitaris.

## Ceramistes destacats
| - Sergi Mas Balaguer - Benet Mas i Vaquer - Lluís Castaldo i París - Frederic Hilarió i Giner - Gumersind Gomila - Joan Bertran i Pascual - Antoni Clavé i Sanmartí - Antoni Cumella i Serret - Antoni Cumella i Vendrell - Antoni Serra i Fiter - Benet Ferrer - Carles Sala i Mitjà - Elisard Sala i Casassas - Elisenda Sala i Ponsa - Emília Xargay i Pagès - Francesc Elias i Bracons - Francesc Ferrando - Francesc Xavier Nogués i Casas - Francesc Marcé i Sanabra - Francesc Miró i Pomares - Francesc Quer i Selves - Frederic Gisbert i Vicente - Gustau Violet - Joan Baptista Guivernau i Sans - Joan Miró i Ferrà - Joan Panisello i Chavarria - Joan Rifà i Benet - Joan Vilacasas - Jordi Aguadé i Clos - Jordi Bonet i Godó - Jordi Serra i Moragas - Josep Aragay i Blanchart | - Josep Guardiola i Bonet - Josep Llorens i Artigas - Josep Maria Brull i Pagès - Josep Maria Gol i Creus - Josep Orriols i Pons - Josep Roig i Ginestós - Josep Serra i Abella - Llorenç Passoles - Miquel Lapuja - Magda Martí i Coll - Magí Fita i Rovira - Maria Bofill i Francí - Marian Burguès i Serra - Maria dels Àngels Domingo Laplana (Madola, nom artístic) - Maria Rosa de Navas i Escuder - Modest de Casademunt i Giralt - Montserrat Senserrich Comajuncosa - Paulí Pérez i Calvo - Quimeta Serra i Fornós - Ramon Carreté Mora - Rosa Amorós i Bernadó - Salvador Miquel - Salvador Sunet Urgellès - Elisenda Pipió Gelabert - Alfons Blat Monzó - Enric Mestre i Estellés - José Gimeno Martínez - Juan Bautista Alós Peris - Manuel Safont Castelló - Salvador Abril i Blasco |